# Sea Hero
Sea Hero, född 3 mars 1990, död 12 juli 2019, var ett engelskt fullblod, mest känd för att ha segrat i Kentucky Derby (1993). Från 2011 var Sea Hero den äldsta levande vinnaren av Kentucky Derby, tills hans dog 2019.

## Bakgrund
Sea Hero var en brun hingst efter Polish Navy och under Glowing Tribute (efter Graustark). Han föddes upp av Paul Mellon och ägdes av Rokeby Stables. Han tränades under tävlingskarriären av MacKenzie Miller.
Sea Hero tävlade mellan 1992 och 1994 och sprang under sin tävlingskarriär in 2 929 869 dollar på 24 starter, varav 6 segrar, 3 andraplatser och 4 tredjeplatser. Han tog karriärens största seger i Kentucky Derby (1993). Han segrade även i Champagne Stakes (1992) och Travers Stakes (1993).

## Karriär
Sea Hero gjorde tävlingsdebut den 13 juli 1992 i ett Maiden Special Weight-löp på Belmont Park, där han slutade fyra. Han tog sin första seger 7 september 1992, i vad som var hans fjärde start. Sin största seger som tvååring tog han i grupp 1-löpet Champagne Stakes. Han avslutade säsongen med en sjundeplats i Breeders' Cup Juvenile.
Sea Hero var segerlös i sina tre första starter som treåring. Hans bästa resultat var en fjärdeplats i Blue Grass Stakes efter Prairie Bayou, som sedan blev spelfavorit i Kentucky Derby. I Kentucky Derby segrade Sea Hero med 2 1⁄2 längd över Prairie Bayou. Det var den första segern i löpet för jockeyn Jerry Bailey och för 71-årige MacKenzie Miller. Det var också den första Kentucky Derbyvinsten för Mellon, som blev den enda personen som någonsin vunnit Kentucky Derby, Epsom Derby och Prix de l'Arc de Triomphe, efter att ha erövrat de två sistnämnda med Mill Reef 1971.
Efter sin seger i Kentucky Derby slutade Sea Hero femma i Preakness och sjua i Belmont, men fick ändå en bonus på 1 miljon dollar för att ha lett poängställningen i Triple Crown. Han slutade sedan fyra i Jim Dandy Stakes och startade i Travers Stakes utan en seger på tre starter.
I Travers Stakes segrade Sea Hero med två längder över Kissin Kris, med vinnaren av Belmont Stakes Colonial Affair på fjärde plats. Sea Hero blev den första Derbyvinnaren som också vann Travers Stakes sedan Shut Out 1942. Det var den femte segern i Travers Stakes för Rokeby Stable.

### Som avelshingst
Sea Hero avslutade sin tävlingskarriär för att istället vara verksam som avelshingst på Lane's End Farm 1995, men blev ingen större succé som avelshingst. Sea Hero fick inte en stakesvinnare förrän i hans andra kull. 1999 såldes han till Karacabey Pension Stud i Izmit, Turkiet där han hade lite bättre resultat, och blev den sjunde ledande avelshingsten genom tiderna i Turkiet räknat efter avkommornas intäkter. Sea Hero pensionerades som avelshingst 2015.
Sea Hero dog i juli 2019 i Turkiet vid 29 års ålder, där han hade bott sedan 1999. Hans avled av ålderssjukdomar. Vid tidpunkten för sin död hade han haft titeln som äldsta levande vinnare av Kentucky Derby i 8 år.